# Narine Abgarjan
Narine Abgarjan, arménsky Նարինե Աբգարյան, (* 14. ledna 1971, Berd, SSSR) je arménsko-ruská spisovatelka a bloggerka.

## Život a dílo
Absolvovala v Arménii lingvistickou univerzitu. Od roku 1993 žila v Moskvě. Na začátku ruské agrese proti Ukrajině se v roce 2022 vrátila do Arménie; nyní žije v Německu. Románem pro děti Манюня se stala známou v Rusku. Roku 2010 získala literární cenu „Rukopis roku“.
V novele Tři jablka spadlá z nebe píše o osudech obyvatel horské vesnice, postižené zemětřesením a odchodem mužů do války. O lidech, kteří lpí na svých tradicích, pověrách, magii a žijí prostý život v souladu s přírodou.
Čtyři ženy a jeden pohřeb je příběhem zemřelého zedníka Simenona, na jehož pohřbu vzpomínají jeho čtyři milenky na svůj život.
Žít dál je povídková kniha plná smutku a bolesti, ale i naděje na lepší život. Obyvatele arménského městečka Berd, ležícího nedaleko hranic s Ázerbájdžánem sužuje válečný konflikt o Náhorní Karabach a jeho tragické následky.

## Publikace
- Манюня, 2010
- Манюня пишет фантастичЫскЫй роман, 2011
- Понаехавшая, 2012
- Манюня, юбилей Ба и прочие треволнения, 2012
- Семён Андреич. Летопись в каракулях, 2012
- Люди, которые всегда со мной, 2014
- С неба упали три яблока, 2015
- Счастье Муры, 2015

## Česká vydání
- Tři jablka spadlá z nebe (Prostor, Praha 2020, překlad Kateřina Šimová)
- Čtyři ženy a jeden pohřeb (Prostor, Praha 2023, překlad Kateřina Šimová)
- Žít dál (Prostor, Praha 2024, překlad Kateřina Šimová)